# Heterocycles
Pour la classe de composés organiques, voir Hétérocycle.
Heterocycles (abrégé en Heterocycles) est une revue scientifique à comité de lecture. Ce journal mensuel inclut des revues et des articles de recherches originales sous forme de communications dans le domaine de la chimie de hétérocycles.
D'après le Journal Citation Reports, le facteur d'impact de ce journal était de 1,079 en 2014. Le directeur de publication est Keiichiro Fukumoto.